# Cellach mac Congaile
Cellach mac Congaile, mort en 815, est un ecclésiastique irlandais abbé d'Iona de 802 à 814.

## Biographie
Cellach mac Congaile ou Congal est le 19e abbé de l'abbaye d'Iona et le dernier à la suite de Colomba d'Iona à avoir occupé en permanence le monastère insulaire d'Iona. Il succède à Connachtach et son abbatiat est marqué par la grave crise qui suit la mise à sac et l'incendie de l'abbaye en 802 ainsi que le massacre, quatre ans après, de 68 membres de la communauté tués par les vikings païens. Une note marginale des Annales d'Ulster indique que Kells est accordé aux moines de Colomba en 804 et qu'un bâtiment commence à y être édifié en 807. Cellach semble être le responsable de cette décision d'évacuer l'île d'Iona au large de Mull et de l'édification d'un nouvel établissement pour la communauté dans le comté de Meath en Irlande. La nouvelle abbaye de Kells est terminée en 814 lorsque Cellach remet sa fonction de principatus entre les mains de son successeur Diarmait daltae Daigri, c'est-à-dire élevé en fosterage par un certain Daigre. Il meurt l'année suivante.

## Article lié
- Abbaye d'Iona